# Vaněk Černohorský z Boskovic
Vaněk Černohorský z Boskovic († 1438) byl moravský šlechtic z rodu pánů z Boskovic.

## Život

Erb rodu Černohorských z Boskovic

Jeho rodiči byli Oldřich z Boskovic a Zbyňka z Cimburka. Vaňkovými sourozenci byli Jan Ozor z Boskovic, Oldřich a Vilém. První písemná zmínka o Vaňkovi pochází z roku 1407, kdy se účastnil zasedání zemského sněmu. Po upálení mistra Jana Husa v roce 1415 patřil ke šlechticům, kteří pečetili stížný list kostnickému koncilu. 16. června 1426 se účastnil jako husitský polní hejtman bitvy u Ústí. V roce 1434 byl účastníkem bitvy u Lipan, kde bojoval v řadách panské jednoty. V roce 1437 dosáhl vrcholu své kariéry, když byl zvolen moravským zemským hejtmanem.
Zemřel roku 1438 a byl pochován v kostele minoritského kláštera v Brně.

## Potomci
- Vaněk Černohorský z Boskovic mladší - pokračovatel boskovické linie
- Beneš Černohorský z Boskovic
- Oldřich (jiná literatura uvádí Jindřicha)
- Veronika
- Machna